# Nullo Albertelli
Nullo Albertelli (Parma, 19 marzo 1900 – Roma, 11 maggio 1968) è stato un ingegnere italiano.

## Biografia
Di famiglia molto nota a Parma, Nullo era figlio primogenito di Guido, ingegnere e politico socialista riformista, e di Angiolina Gabrielli. I suoi fratelli: Ippolito Nievo (1901-1938) fu un celebre violoncellista; Pilo (1907-1944) fu un filosofo e attivista antifascista, ucciso dai nazisti nell'eccidio delle Fosse Ardeatine.
Prese parte alla prima guerra mondiale come ufficiale di artiglieria. Nel 1922 si laureò in ingegneria civile all'università di Bologna. Collaborò col padre alla progettazione (1923) del secondo acquedotto di Parma. Nel 1927 assunse la direzione, a soli ventisette anni, della Società Anonima Industriale Meridionale, carica che tenne fino al 1932. Progettò le bonifiche del lago di Lesina e del lago di Varano in provincia di Foggia.
Negli anni trenta fu chiamato a partecipare alla Missione Omodeo in URSS, per realizzare opere di bonifica e irrigazione. Rimase in Unione Sovietica per tre anni, realizzando imponenti sistemi irrigui al di là del Volga (canalizzazioni e impianti di sollevamento meccanico su un'area di quattro milioni di ettari) e nel comprensorio del fiume Chirchiq nell'Asia centrale, su un'area di 800 000 ettari. Per il suo contributo ricevette dal governo sovietico l'onorificenza Urdanik, tra le prime concesse a uno straniero.
Lasciata la Russia, partì per la Dancalia come capo missione per studiare la costruzione di un canale adduttore delle acque del Mar Rosso per il riempimento della depressione della Dancalia.
Tornato in Italia, dal 1935 al 1940 fu direttore tecnico dell'impresa Pietro Cidonio di Roma. In quel periodo realizzò il progetto di un tronco dell'acquedotto del Peschiera-Capore a servizio della città di Roma. Andò poi in Sardegna quale direttore della Società Elettrica Sarda. Creò tra l'altro gli impianti idroelettrici dell'alto Flumendosa, con sedici chilometri di condotte in galleria e tre centrali idroelettriche in caverna, capaci di produrre 130 milioni di kW·h all'anno.